# По следите на капитан Грант
„По следите на капитан Грант“ (на руски: В поисках капитана Гранта) е съветско-български 7-сериен телевизионен игрален филм (приключенски) от 1985 година, по сценарий и режисура на Станислав Говорухин. Оператор е Тимур Зелма. Създаден е по новелата „Децата на капитан Грант“ от Жул Верн. Музиката във филма е композирана от Игор Кантюков, Исаак Дунаевски, Максим Дунаевски, (използвана е увертюрата на Исак Дунаевски към филма „Децата на капитан Грант“).

## Серии
- 1. серия – „С Жул Верн по света“ – 63 минути
- 2. серия – „37 паралел“ – 64 минути
- 3. серия – „Талкав“ – 65 минути
- 4. серия – „Златният Бог“ – 65 минути
- 5. серия – „Бен Джойс“ – 66 минути
- 6. серия – „В плен на канибалите“ – 67 минути
- 7. серия – „Робинзон на Океания“ – 75 минути [1].

## Състав

### Актьорки състав
| Роля                                                            | Изпълнител |
| --------------------------------------------------------------- | --- |
| Жул Верн                                                        | Владимир Смирнов |
| Хари Грант                                                      | Борис Хмелницки |
| ученият Жак Паганел, секретар на Френското географско дружество | Лембит Улфсак |
| лорд Гленарван                                                  | Николай Ерьоменко |
| леди Гленарван                                                  | Тамара Акулова |
| Майор Мак-Набс                                                  | Владимир Гостюхин |
| Джон Мангълф, капитан на „Дънкан“                               | Олег Щефанко |
| Робърт Грант, капитан на „Британик“                             | Руслан Курашов |
| Мери Грант                                                      | Галина Струтинска |
| икономън Олбинет / Анри                                         | Анатоли Рудаков |
| Еъртън, бившят боцман на „Британия“                             | Джоко Росич |
| индианецът Талкав                                               | Явор Милушев |
| Марко Вовчок                                                    | Марина Влади |
| Етцел, издателят на Жул Верн                                    | Коста Цонев |
| Онорина                                                         | Аня Пенчева |
| Уилсън                                                          | Улдис Ваздикс |
| индиански вожд                                                  | Петър Слабаков |
| авантюристът Раймундо Скорса                                    | Лъчезар Стоянов |
| Боб Дегот                                                       | Александър Абдулов |
| Надар                                                           | Марин Янев |
| Пади О'Мур                                                      | Федор Одиноков |
| Том Остин                                                       | Георги Стоянов |
|                                                                 | Груди Кадиев |
|                                                                 | Никола Дадов |
| дъщерята на вожда                                               | Пенка Цицелкова |
| бандит                                                          | Антон Горчев |
|                                                                 | Ангел Алексиев |
|                                                                 | Иван Гайдарджиев |
|                                                                 | Георги Кишкилов |
|                                                                 | Николай Хаджиминев |
|                                                                 | Любомир Димов |
|                                                                 | Гроздан Герцов |
|                                                                 | Михаил Мутафов |
|                                                                 | Велико Стоянов |
|                                                                 | Кольо Дончев |
|                                                                 | Венцислав Божинов |
|                                                                 | Красимир Тасев |
|                                                                 | Гриша Чернев |
|                                                                 | Пиер Осейн |
|                                                                 | Николай Шадрин |
| В епизодите:                                                    | В. Вовк Б. Иванов О. Чернев Тодор Мадолев Л. Петкашев Николай Кимчев Кина Мутафова И. Трифонов В. Жариков В. Гутман Р. Мухин Ж. Пенева В. Тодорова Николай Пашов Владимир Ляпчев Йордан Биков Р. Динов А. Диков Димитър Бочев Н. Петров А. Каравайченко Д. Ерьоменко Борис Рашев Г. Мичев Д. Ангелов Б. Неделчев П. Първанов Емил Марков Велико Стоянов Йордан Захариев Димитър Петков Йордан Лозев Христо Костадинов Иван Иванов |
| Български дублаж:                                               | Калин Арсов Стефан Стефанов |
| Каскадьорска група с ръководител                                | Димитър Кехайов |

### Творчески и технически екип
| Режисьор Сценарий       | Станислав Говорухин |
| Оператор                | Тимур Зелма |
| Художник                | Никола Костадинов Валентин Гидулянов |
| Костюми                 | Анна Лъскова Галина Уварова Татяна Крапивна |
| Грим                    | Михаил Фердинандов Светлана Кучерявенко И. Савова Н. Амелина |
| Музика                  | Игор Кантюков Максим Дунаевски В музиката е използвана увертюрата на Исаак Дунаевски от филма „Децата на капитан Грант“ |
| Звук                    | Георги Кръстев Едуард Гончаренко |
| Редактори               | Камен Русев Марина Багрий-Шахматова Елена Дьомченко |
| Монтаж                  | Добринка Минова Валентина Олейник |
| Консултанти             | Юрий Сенкевич Красимир Тасев Н. Стоянов В. Багиров С. Таипов |
| Втори режисьори         | Екатерина Далкалъчева Валентина Зайцева |
| Втори оператори         | Димитър Хаджиилиев Георги Тупаров М. Народицки |
| Асистент-режисьори      | Лили Мерджанска Богдан Будинов Милка Сиракова Л. Герасименко В. Машковски Е. Невечеря |
| Асистент-оператори      | Владимир Занков И. Костов В. Соколов-Александров В. Авдеев |
| Асистент-художници      | Соня Деспотова Ян Първанов Е. Логвина |
| Асистент-звукорежисьори | Никола Аврамов П. Касабов А. Шумячер |
| Асистент-монтажист      | Ю. Бовжученко |
| Декоратори              | К. Автов О. Иванов А. Крутоголов |
| Пиротехници             | Д. Йондов А. Видякин |
| Реквизит                | В. Добрев Н. Сотиров А. Хилкевич |
| Гардероб                | Е. Коцева Виктория Манова П. Дичева Т. Казимирова |
| Осветление              | П. Липчев В. Сигалус |
| Фотографи               | Красимир Арабаджиев Н. Артьоменко А. Ройзман |
| Организатори            | Людмил Милев Георги Шопов С. Антонова Л. Кирилова А. Петров А. Басаев П. Калачев Г. Верьовочкина К.Филипов |
| Комбинирани снимки:     | Оператори: Иван Манев О. Сидоров Художници: Стоян Кьосовски А. Бокатов К. Пуленко |
| Документален материал   | С. Ашкенази |
| Директори               | Борис Хаджиев Раиса Федина Джемила Панибрат |
| Саундтрак               | Симфоничен оркестър при Държавния комитет за кинематография в СССР Диригент: М. Нересесян Музикален редактор: Е. Витухина |
| Режисьори на дублажа    | Мариус Фридманов Георги Аврамов |
| Prints by               | Филмова лента „СВЕМА“ |
| Distributed by          | България: Българската национална телевизия Студия за игрални филми „БОЯНА“ Русия: Съвестка телевизия (ОРТ) Одеска киностудия По поръчка на: Комитет за телевизия и радио в НРБ Държавния комитет за телевизия и радио в СССР /Copyright © 1985/ |